# Xã Sherman, Quận Mason, Michigan
Xã Sherman (tiếng Anh: Sherman Township) là một xã thuộc quận Mason, tiểu bang Michigan, Hoa Kỳ. Năm 2010, dân số của xã này là 1.186 người.